# Ozero Velichovo
Ozero Velichovo (ryska: Озеро Велихово) är en sjö i Belarus. Den ligger i den sydvästra delen av landet, 300 km sydväst om huvudstaden Minsk. Ozero Velichovo ligger 150 meter över havet.
Omgivningarna runt Ozero Velichovo är en mosaik av jordbruksmark och naturlig växtlighet. Runt Ozero Velichovo är det ganska glesbefolkat, med 38 invånare per kvadratkilometer.